# Paul Weiland
Paul Weiland (11 de juliol de 1953, Anglaterra) és un director de cinema i televisió, escriptor i productor anglès. Weiland és un dels més reeixits directors i productors britànics d'anuncis per a televisió, havent fet més de 500 anuncis publicitaris, incloent una sèrie popular i de llarga durada per a les creïlles fregides Walker. També ha dirigit diverses sèries de televisió britàniques, incloent Alas Smith and Jones (1989-1992) i Mr. Bean (1991-1994). Les seues pel·lícules al cinema inclouen La boda de la meva nòvia (2008), Sixty Six (2006), Blackadder: Back & Forth (1999), Roseanna's Grave (1997), El tresor de Curly (City Slickers II: The Legend of Curly's Gold) (1994) i Leonard Part 6 (1987).